# The Rumble in the Jungle
The Rumble in the Jungle («La pelea en la selva», en español) es un histórico combate de boxeo que tuvo lugar el 30 de octubre de 1974 en Kinsasa, Zaire (actual República Democrática del Congo), que enfrentó al por entonces campeón del mundo de los pesos pesados, George Foreman, contra el anterior campeón Muhammad Ali. 
La velada fue patrocinada por el entonces presidente de Zaire, Mobutu Sese Seko, y fue una de las primeras experiencias de Don King como promotor de boxeo.

## El combate
El combate comenzó a las 04:00 de la madrugada (horario de Kinshasa), debido a que la cadena estadounidense propietaria de los derechos de televisión del combate para Estados Unidos pagó una generosa cantidad de dinero al dictador de Zaire para adecuar el horario al público estadounidense. El combate, en cambio, no lo compró la Oficina Zaireña de Televisión, única cadena que emitía en Zaire, y por lo tanto no se pudo ver en el país.
El combate se desarrolló con normalidad hasta el octavo asalto, cuando Ali venció por noqueo (KO) a Foreman, tras ser golpeado toda la pelea sometido entre las cuerdas, (la famosa táctica Rope-a-dope), Alí tras agotar a George Foreman e ir por el contraataque, terminó venciendo contra todo pronóstico al campeón invicto George Foreman, logrando así los títulos mundiales de peso pesado de la World Boxing Council y la World Boxing Association. La pelea duró aproximadamente 24 minutos.

## Filmografía
El combate y todo el contexto político, social y cultural en el que se desarrolló fueron recogidos en el documental When We Were Kings, dirigido por Leon Gast y que obtuvo en 1996 un premio Óscar en la categoría de mejor documental largo.